# Lewistown (Illinois)
Lewistown település az Amerikai Egyesült Államok Illinois államában, Fulton megyében, melynek megyeszékhelye is. 
Alapítója, Ossian M. Ross nevezte el legidősebb fiáról, Lewis Winans Rossról. A 2020-as népszámláláskor a lakosság 2041 fő volt. Illinois központjában található, Peoria-tól délnyugatra. Erről származik az ott élő Edgar Lee Masters Spoon River antológiája. Az Illinois Route 97 melletti Dickson Mounds közelében indián temetkezési halmok találhatók.

## Története
A várost Lewis Winans Rossról, első telepesének, Ossian M. Rossnak a fiáról nevezték el. A Lewistown posta 1831 óta működik itt. Ida Abelman 1941-ben festett Lewistown Milestones című vászonfalfestménye itt található, amely a Lincoln–Douglas vitákat ábrázolja. A falfestményeket 1934 és 1943 között készítettek.

## Földrajza
Lewistown Fulton megye központjában található. A 24-es amerikai út a város közepén halad át, északkeleti irányban 64 km-re Peoriába, délnyugatra pedig 143 km-re Quincy-be. Az Illinois Route 97 északra vezet Lewistowntól 48 mérföldre (77 km) Galesburgba. Az IL 97 keletre vezet Lewistownból az US 24-gyel párhuzamosan, majd délre fordul, 12 mérföldre (19 km) Havanába és 60 mérföldre (97 km) Springfieldbe, az állam fővárosába.
A 2021-es népszámlálási közlöny aktái szerint Lewistown teljes területe 2 négyzetmérföld (5.18 km2).

## Turisztikai látványosságok
Itt található az Oak Hill temető. Ezt Edgar Lee Masters tette híressé A Spoon River-i holtakcímű antológiájában.
Az Emiquon National Wildlife Refuge egy 7000 hektáros (30 km2) helyreállított vizes élőhely amely az Illinois folyón található, 10 km-re keletre Lewistowntól. Ez az egyik legnagyobb ártéri helyreállítási projekt az Egyesült Államokban a floridai Evergladesen kívül.
A Lewistowntól 8 km-re délkeletre található Dickson Mounds Múzeum egy amerikai indián leleteknek szentelt régészeti múzeum. Maga az épület ősi indián sírdombra épült.
A Rasmussen Kovácsműhely Múzeum Lewistown főutcáján található. Ez egyike azon kevés kovácsműhelyeknek, amelyek megmaradtak az Egyesült Államokban. 1880 óta a Rasmussen család üzemelteti.
A Spoon River Valley Scenic Drive egy olyan esemény, amelyet Lewistown városa támogat minden év őszén. A városban is megrendezik a Lewistown Music in the Parkot. 
A fesztivál 2021-ben elnyerte a "Governor's Hometown Award" díjat.

## Népesség
A település népességének változása:

| 2010 | 2 384 |
| 2020 | 2 041 |